# Hasarius biprocessiger
Hasarius biprocessiger är en spindelart som beskrevs av Roger de Lessert 1927. Hasarius biprocessiger ingår i släktet Hasarius och familjen hoppspindlar. Inga underarter finns listade i Catalogue of Life.